# Eugenia Szczukówna

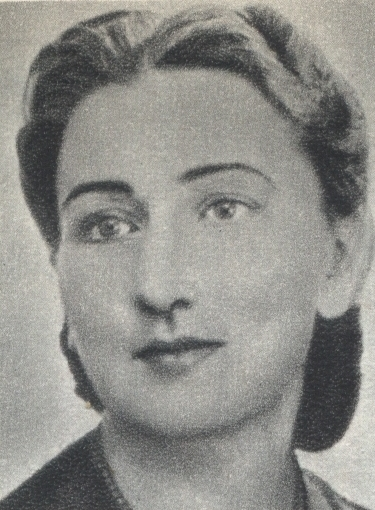

Eugenia Szczukówna (zm. 23 maja 1942 roku w Warszawie) – polska farmaceutka.
Aresztowana w lutym 1942 roku za działalność w Związku Walki Zbrojnej. Torturowana i zamęczona w śledztwie na Pawiaku.